# 得州李
得州李是蔷薇科李属落叶灌木，为美国得克萨斯州特有植物，分布于外佩科斯地区和爱德华兹高原。得州李与园圃李近缘。